# Richmond Locomotive Works
Richmond Locomotive Works — американская паровозостроительная компания, основанная в 1887 году. Завод располагался в Ричмонде (Виргиния, США). В 1901 году компания, вместе с 8 другими компаниями, вошла в состав Американской локомотивной компании и в дальнейшем выпускала паровозы под её руководством. За годы работы было выпущено свыше 4500 локомотивов. В 1927 году Richmond Locomotive Works выпустила свои последние паровозы и была закрыта.
Среди произведённых Richmond Locomotive Works локомотивов были памятные. Паровоз H2-293 построенный в 1900 году, послужил локомотивом, на котором Ленин нелегально дважды пересекал границу под видом паровозного кочегара. Паровоз Southern Railway 1401 вёз траурный поезд с телом Франклина Рузвельта
Завод берёт своё начало от Tredegar Iron Works.